# Oberwiesenalm
Die Oberwiesenalm ist eine Alm im Ortsteil Hohenaschau der Gemeinde Aschau im Chiemgau.
Drei Kaser der Alm stehen unter Denkmalschutz und sind unter der Nummer D-1-87-114-127 in die Bayerische Denkmalliste eingetragen.

## Baubeschreibung
Drei Kaser der Oberwiesenalm stehen unter Denkmalschutz. Ein eingeschossiger Flachsatteldachbau aus unverputztem Bruchsteinmauerwerk und südlich abgeschlepptem Anbau von 1848, ein eingeschossiger Flachsatteldachbau mit teils verputztem Bruchsteinmauerwerk und westlich abgeschlepptem Anbau aus der ersten Hälfte des 19. Jahrhunderts sowie ein eingeschossiger, verputzter Massivbau mit Flachsatteldach, der im Kern vermutlich aus der ersten Hälfte des 19. Jahrhunderts stammt.
Insgesamt befinden sich heute neun Gebäude auf der Oberwiesenalm. Von Südwesten nach Nordosten sind dies die DAV-Hütte, die Klepperhütte, die Glashütte, die Fritzhütte, die Neue Klepperhütte, die Siglhütte, die Thaurerhütte, die Weißenhütte sowie die Holzerhütte.

## Heutige Nutzung
Die Alm wird auch heute noch landwirtschaftlich genutzt.

## Lage
Die Alm befindet sich nordwestlich des Klausenberges auf einer Höhe von 1250 m ü. NHN. Die Hochrieshütte liegt westlich oberhalb der Oberwiesenalm.